# Scorpaenodes immaculatus
Scorpaenodes immaculatus és una espècie de peix pertanyent a la família dels escorpènids.

## Descripció
- Fa 8,9 cm de llargària màxima
- Coloració totalment vermella sense marques fosques ni el cos ni en les aletes.[5]

## Hàbitat
És un peix marí, demersal i de clima tropical que viu entre 40-49 m de fondària.

## Distribució geogràfica
Es troba a l'Índic occidental: Walters Shoals (Madagascar).

## Observacions
És inofensiu per als humans.